# Starominskaja
Starominskaja (in russo Староминская?) è un centro abitato (stanica) della Russia, situato nel Territorio di Krasnodar. È il centro amministrativo del distretto Starominskij.
La località si trova sulla riva sinistra del fiume Sosyka. Dista 119 km da Rostov sul Don e 187 km da Krasnodar.